# Fredrik Bissmarck
Fredrik Gottlieb Bissmarck, född 3 september 1862 i Halmstad, död  12 juli 1945 i Bromma församling, var en svensk läkare och ämbetsman. Han var bror till Georg Bissmark.
Han blev student 1881, medicine kandidat vid Karolinska institutet 1885 och medicine licentiat där 1889. Efter studieresor i utlandet och läkaruppdrag vid Garnisonssjukhuset och Serafimerlasarettet i Stockholm fick han tjänst som t.f. förste provinsialläkare i Hallands län 1891, biträdande provinsialläkare i Halmstads distrikt 1893, t.f. förste provinsialläkare i Blekinge län 1897, förste provinsialläkare i Östergötlands län 1898 och innehade sistnämnda befattning i Stockholms län 1910–1915. Han var därigenom en av de första läkare som togs i anspråk för den 1891 inrättade provinsialläkarinstitutionen. Under åren 1912–1929 var han även läkare vid Stockholms länsdispensär. År 1914 utnämndes han till medicinalråd och även chef för hälsovårdsbyrån i Medicinalstyrelsen, samt till medlem av rättsmedicinska och rättspsykiatriska nämnderna i Medicinalstyrelsen. Tillsammans med Richard Stenbeck utgav han Medicinalförfattningar (1926; fjärde upplagan 1940). Bissmarck pensionerade sig 1929 vid 67 års ålder. Han är begravd på Norra begravningsplatsen utanför Stockholm.